# Sarcòfag de Tabnit
El sarcòfag de Tabnit és el sarcòfag que guarda les restes del rei Tabnit de Sidó, pare d'Eshmunazar II, que regnà l'any 490 aC en aquesta ciutat fenícia.
El sarcòfag està decorat amb dues inscripcions separades i no relacionades, una en jeroglífics egipcis i l'altra en alfabet fenici. Fou elaborat a la primeria del Segle V aC i el va desenterrar al 1887 Osman Hamdi Bey, a la necròpoli d'Ayaa prop de Sidó, juntament amb el sarcòfag d'Alexandre i altres sarcòfags relacionats. El cos de Tabnit es va trobar surant perfectament conservat en el fluid de momificació originari. Tant el sarcòfag com l'esquelet descompost de Tabnit es troben ara al Museu Arqueològic d'Istanbul.
El sarcòfag, junt amb el sarcòfag d'Eshmunazar II, el degueren adquirir els sidonis després de la batalla de Pelúsion (525 aC), i serviria de model als sarcòfags fenicis posteriors. Es considera que el text fenici té una semblança "notable" amb el de la inscripció Shebna de Jerusalem.

## Descobriment

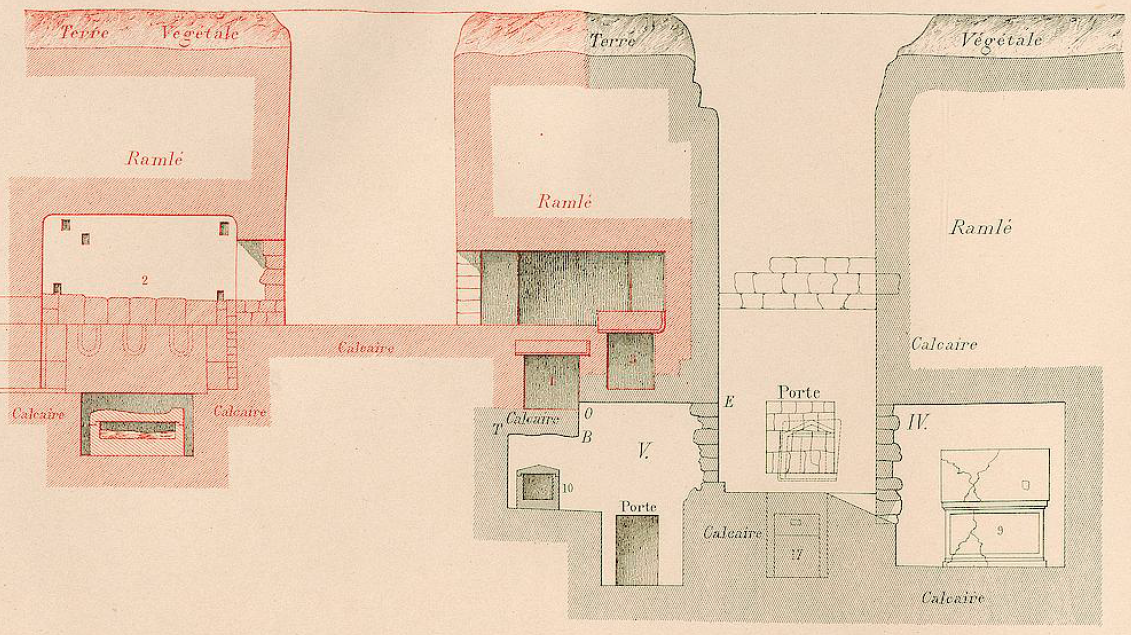
Secció transversal de la necròpoli d'Ayaa. El sarcòfag de Tabnit és a la part inferior esquerra

Les tombes prop de Sidó les va descobrir el 1887 el missioner presbiterià nord-americà William King Eddy (pare de William A. Eddy). William Wright envià una carta al Times amb la notícia del descobriment d'Eddy i implorà al Museu Britànic que "prengués mesures immediates per assegurar aquests tresors i evitar que caiguessen en mans del vàndal turc". Això alertà al nou responsable del Museu Arqueològic d'Istanbul, Osman Hamdi Bey, que organitzà una excavació completa i el trasllat dels sarcòfags a Istanbul.

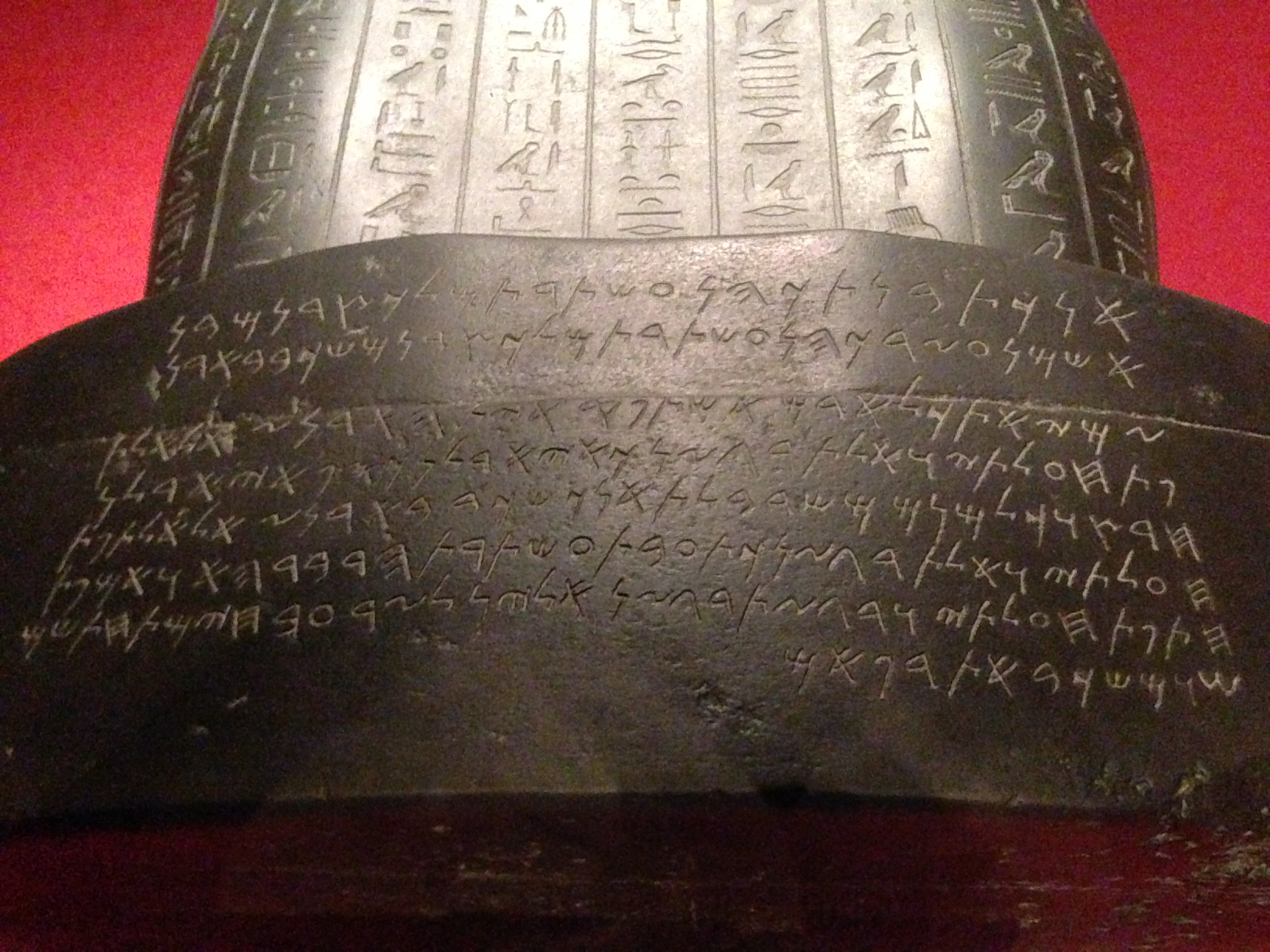
Primer pla de la inscripció en fenici

Durant l'excavació, els treballadors van obrir el sarcòfag de Tabnit i hi trobaren "un cos surant en perfecta conservació en un peculiar fluid". Mentre Hamdi Bey estava esmorzant, els obrers bolcaren el sarcòfag i van vessar el líquid, de manera que "el secret del meravellós líquid quedà novament amagat a l'arena de Sidó".[9][2] Hamdi Bey assenyalà al 1892 que s'havia quedat amb una part de la substància que restava en el fons del sarcòfag.

## Inscripció
La inscripció es coneix com a KAI 13. La inscripció jeroglífica mostra que el sarcòfag anava originàriament destinat a un general egipci anomenat Pen-Ptah (pꜣ-n-pth). Transcrit en lletres hebrees equivalents, el text fenici és llegible per un parlant hebreu modern, amb algunes distincions: com és habitual en fenici, el marcador d'objecte directe s'escriu אית (ʾyt) en lloc de את (ʾt) en hebreu, i les marques relatives ('que', 'qui') s'introdueixen amb אש (ʾš) en lloc de אשר (ʾšr) en hebreu. Entre les paraules menys comunes en hebreu modern, la inscripció usa חרץ per a 'or' (חָרוּץ bíblic) i אר per al verb 'ajuntar' (אָרוּ 'ells van reunir', אָרָה bíblic).
| Lletres fenícies | Transcripció | Traducció |
| 𐤀𐤍𐤊 𐤕𐤁𐤍𐤕 𐤊𐤄𐤍 𐤏𐤔𐤕𐤓𐤕 𐤌𐤋𐤊 𐤑𐤃𐤍𐤌 𐤁𐤍 𐤀𐤔𐤌𐤍𐤏𐤆𐤓 𐤊𐤄𐤍 𐤏𐤔𐤕𐤓𐤕 𐤌𐤋𐤊 𐤑𐤃𐤍𐤌 𐤔𐤊𐤁 𐤁𐤀𐤓𐤍 𐤆 𐤌𐤉 𐤀𐤕 𐤊𐤋 𐤀𐤃𐤌 𐤀𐤔 𐤕𐤐𐤒 𐤀𐤉𐤕 𐤄𐤀𐤓𐤍 𐤆 𐤀𐤋 𐤀𐤋 𐤕𐤐𐤕𐤇 𐤏𐤋𐤕𐤉 𐤅𐤀𐤋 𐤕𐤓𐤂𐤆𐤍 𐤊 𐤀𐤉 𐤀𐤓 𐤋𐤍 𐤊𐤎𐤐 𐤀𐤉 𐤀𐤓 𐤋𐤍 𐤇𐤓𐤑 𐤅𐤊𐤋 𐤌𐤍𐤌 𐤌𐤔𐤃 𐤁𐤋𐤕 𐤀𐤍𐤊 𐤔𐤊𐤁 𐤁𐤀𐤓𐤍 𐤆 𐤀𐤋 𐤀𐤋 𐤕𐤐𐤕𐤇 𐤏𐤋𐤕𐤉 𐤅𐤀𐤋 𐤕𐤓𐤂𐤆𐤍 𐤊 𐤕𐤏𐤁𐤕 𐤏𐤔𐤕𐤓𐤕 𐤄𐤃𐤁𐤓 𐤄𐤀 𐤅𐤀𐤌 𐤐𐤕𐤇 𐤕𐤐𐤕𐤇 𐤏𐤋𐤕𐤉 𐤅𐤓𐤂𐤆 𐤕𐤓𐤂𐤆𐤍 𐤀𐤋 𐤉𐤊𐤍 𐤋𐤊 𐤆𐤓𐤏 𐤁𐤇𐤉𐤌 𐤕𐤇𐤕 𐤔𐤌𐤔 𐤅𐤌𐤔𐤊𐤁 𐤀𐤕 𐤓𐤐𐤀𐤌 | ʾnk tbnt khn ʿštrt mlk ṣdnm bn ʾšmnʿzr khn ʿštrt mlk ṣdnm škb bʾrn z my ʾt kl ʾdm ʾš tpq ʾyt hʾrn z ʾl ʾl tptḥ ʿlty wʾl trgzn k ʾi ʾrln ksp ʾi ʾr ln ḥrṣ wkl mnm mšd blt ʾnk škb bʾrn z ʾl ʾl tptḥ ʿlty wʾl trgzn k tʿbt ʿštrt hdbr hʾ wʾm ptḥ tptḥ ʿlty wrgz trgzn ʾl ykn lk zrʿ bḥym tḥt šmš wmškb ʾt rpʾm | Jo, Tabnit, sacerdot d'Astarte, rei de Sidó, fill d'Esmunazar, sacerdot d'Astarte, rei de Sidó, jac en aquest sarcòfag. Siga qui siga, qualsevol que trobe aquest sarcòfag, no l'òbrigues, i no em molestes, perquè no es va recollir argent amb mi, no es va recollir or amb mi, ni res de valor en absolut, només jo estic ficat al llit en aquest sarcòfag. No l'òbrigues i no em molestes perquè això és una abominació per a Astarte. I si l'obris i em molestes, que no tingues sement on viure sota el sol, ni lloc de descans amb els refaites. |

## Datació

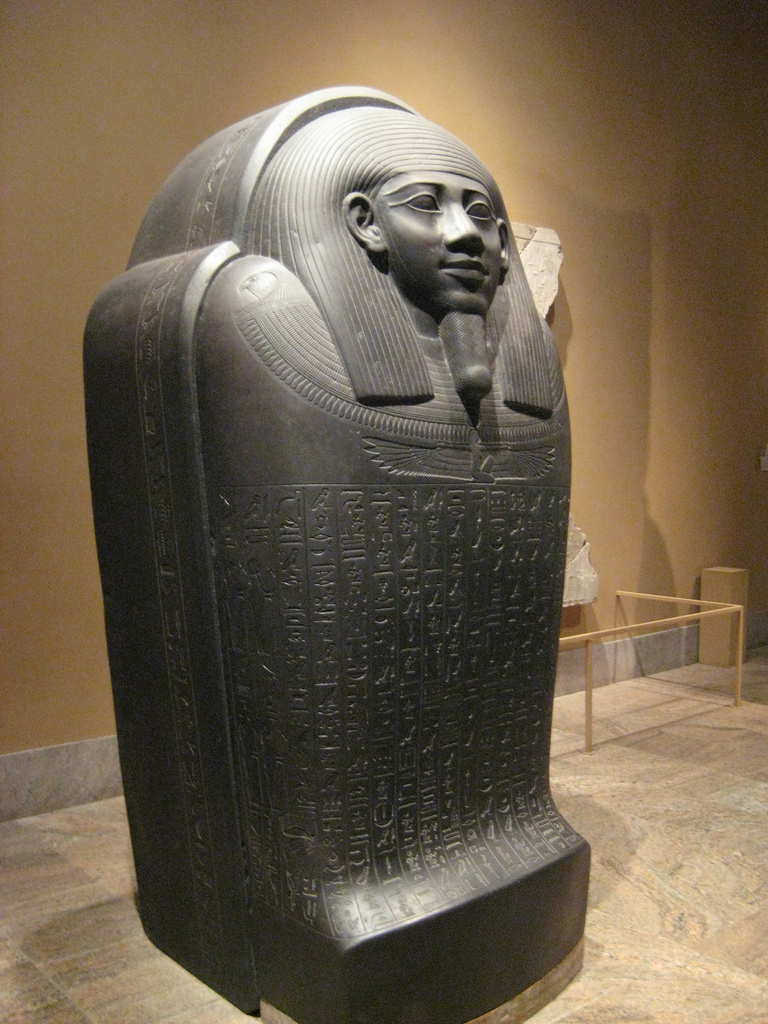
El sarcòfag d'Horkhebit, de Saqqara, és d'un estil molt semblant

Es creu que tant el sarcòfag de Tabnit com el d'Eshmunazar II daten originàriament de la XXVI dinastia d'Egipte, que tenia la capital a Sais. Això es deu en part a la semblança amb altres sarcòfags com el d'Horkhebit de Saqqara, al Museu Metropolità d'Art.